# Drelaj-See
Der Drelaj-See (albanisch: Liqeni i Drelajve; serbisch: Dreljsko jezero) ist ein natürlicher Bergsee im Kosovo. Er befindet sich im kosovarisch-montenegrinischen Grenzgebiet im Prokletije. Der kleine See liegt auf einer Höhe von 1811 m. i. J. Etwas erhöht im Nordwesten befindet sich der bei Touristen beliebte Leqinat-See.